# Caballerías
Caballerías är en ort i Mexiko.   Den ligger i kommunen Villa Hidalgo och delstaten Zacatecas, i den centrala delen av landet, 400 km nordväst om huvudstaden Mexico City. Caballerías ligger 2 307 meter över havet och antalet invånare är 716.
Terrängen runt Caballerías är varierad, och sluttar västerut. Runt Caballerías är det ganska glesbefolkat, med 38 invånare per kvadratkilometer. Närmaste större samhälle är Villa Hidalgo, 6,9 km sydväst om Caballerías. Omgivningarna runt Caballerías är i huvudsak ett öppet busklandskap.